# Mikihiko Nagata
Mikihiko Nagata (長田 幹彦 Nagata Mikihiko?,  Tokio, Japón, 13 de mayo de 1887 - ibídem, 5 de mayo de 1964) fue un poeta, guionista y dramaturgo japonés, activo durante la era Shōwa.

## Biografía

### Primeros años y carrera
Nagata nació el 13 de mayo de 1887 en la ciudad de Tokio, Japón. Tuvo un hermano mayor por dos años, el también escritor Hideo Nagata. Influenciado por su hermano y los conocidos de este, Hakushū Kitahara y Isamu Yoshii, Nagata también se dedicó a la poesía y literatura como carrera. Contribuyó a las revistas literarias Myōjō y Subaru cuando todavía era estudiante en la Universidad de Waseda, pero abandonó sus estudios sin graduarse y se trasladó a Hokkaidō para trabajar como obrero en minas de carbón y en sitios de construcción de ferrocarriles.
Nagata fue amigo cercano del escritor Jun'ichirō Tanizaki, incluso utilizó el seudónimo de "Mikihiko Jun'ichirō" en algunas de sus obras tempranas. Sin embargo, luego de que Tanizaki se marchara a Kioto en 1912, su relación se fue deteriorando y tuvieron poco o ningún contacto en años posteriores.
Nagata es conocido por su trabajo semi-fáctico sobre el Gran terremoto de Kantō, Daichi wa furu ("La tierra tiembla", 1923) y por sus numerosas obras en el distrito de Gion en Kioto. Más tarde, se dedicó a escribir guiones y dirigió una compañía teatral. En 1947, organizó una obra de teatro llamada Shōwa Ichidai Onna ("Una mujer del período Shōwa"), que protagonizó la famosa Sada Abe, quien había sido liberada de prisión poco antes, en una dramatización de un solo acto de su crimen.
Nagata murió de neumonía en 1964 y su tumba se encuentra ubicada en el cementerio Kanei-ji en Ueno, Tokio.